# Eulepidotis dominicata
Eulepidotis dominicata är en fjärilsart som beskrevs av Achille Guenée 1852. Eulepidotis dominicata ingår i släktet Eulepidotis och familjen nattflyn. Inga underarter finns listade i Catalogue of Life.